# Cogombres de mar
Els holoturoïdeus (Holothuroidea) són una classe d'equinoderms coneguts popularment com a cogombres de mar, pardals/pius de moro, pixotes negres, vergues manses, botifarres, cagalls, caralls marins, virots de frare o vits d'Alger (en rossellonès). Molts dels seus noms populars provenen de la seva semblança a fal·lus foscos.
Inclou animals de cos vermiforme allargat i tou que viuen als mars i oceans de tot el mon. Existeixen des del Silurià, fa uns 400 milions d'anys, i es coneixen 1.749 espècies actuals.

## Característiques
Pertany a el mateix grup que els eriçons de mar i les estrelles de mar però, aparentment no tenen la simetria pentarradial característica dels altres equinoderms. Es consideren animals amb una simetria bilateral secundària, ja que internament els seus òrgans i sistemes apareixen en un nombre múltiple de cinc, com a la resta d'equinoderms, però externament el seu cos allargat dona la sensació de tenir un sol eix de simetria. El cos és musculós, en forma de cilindre, i té una obertura bucal per un extrem que està envoltada per tentacles. A l'altre extrem es troba l'obertura anal.
Moltes espècies ronden els 25 cm de longitud; les holotúries més petites no excedeixen el centímetre, mentre que les més grans arriben longituds de 3 metres (Synapta maculata).
Són animals d'aspecte vermiforme, adaptats a la reptació i amb el cos de forma prismàtica pentagonal. Les zones radials van proveïdes de peus ambulacrals, estant més desenvolupats els inferiors, que tenen funció locomotora, mentre que els que se situen en els dos radis dorsals tenen una funció sensitiva.
La boca apareix envoltada de nombrosos tentacles que poden ser simples, digitats (amb projeccions semblants a dits), pinnats (en forma de ploma) o peltats (aplanats i en forma de placa). Posseeixen un anell calcari que envolta la faringe que serveix per a la inserció dels músculs que mouen els tentacles orals i els que contrauen el cos. En la majoria de les espècies, l'esquelet dèrmic típic dels equinoderms està reduït a ossículs microscòpics.
Com en els altres equinoderms, el sistema vascular aqüífer consisteix en un anell anterior del què surten llargs canals que discorren cap a la part posterior de el cos. Amb excepció dels Elasipodida, posseeixen una placa madrepòrica que s'obre al celoma, el que contrasta amb el que passa a la resta d'equinoderms (i en Elasipodida) en què s'obre a l'exterior.
Moltes espècies, excepte els membres de Elasipodida i Apodida, posseeixen arbres respiratoris usats en l'intercanvi de gasos; es tracta de tubs parells molt ramificats units a l'intestí prop de l'anus; aquest tipus de respiració (respiració cloacal) es dona també en els equiuroïdeus, un grup de cucs celomats no relacionat amb els equinodermos.
El sistema nerviós de les holotúries està constituït per un anell nerviós que dona cinc ramificacions que surten cap a fora de l'anell i van sota les àrees ambulacrals. Hi ha un conjunt de nervis associats als tentacles i la faringe.

## Història natural

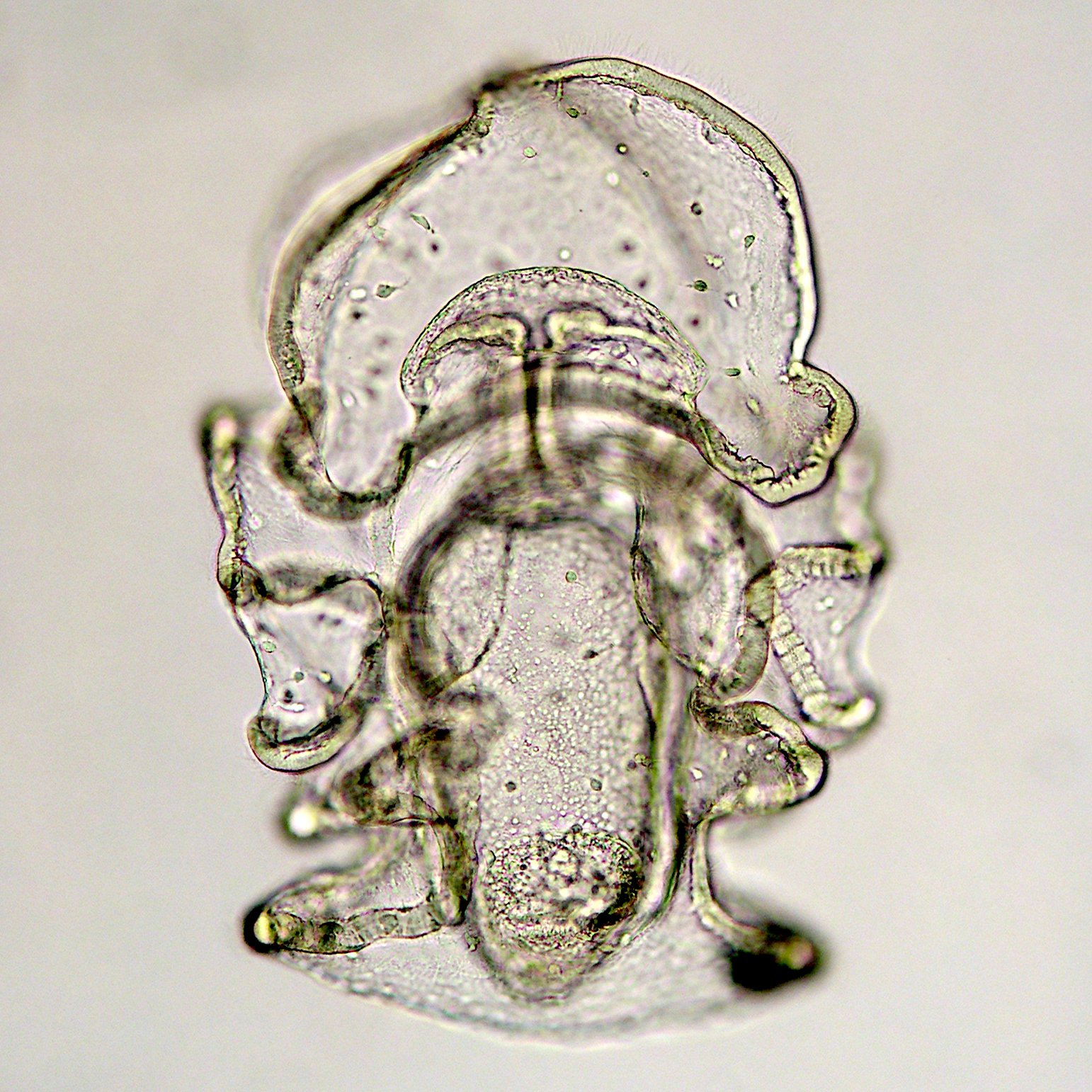
Larva auriculària

### Hàbitat
Les holotúries viuen en gairebé tots els ambients marins, però són més diversos en les aigües poc profundes dels  esculls coral·lins. Habiten des del medi intersticial, on poden quedar exposats a la marea baixa, fins a les profundes fosses oceàniques. Moltes espècies viuen enterrades en sediments tous, sent per tant bentòniques; però moltes poden nedar, i algunes fins i tot són membres del plàncton, surant a mercè dels corrents.

### Alimentació
Els holoturioïdeus s'alimenten de detritus, algues, en alguns casos de plàncton.

### Reproducció
Les holotúries es reprodueixen per via sexual i asexual. Les larves, de vida planctònica, es denominen auriculàries.

### Mecanismes defensius
Les holotúries presenten diversos mecanismes defensius. Quan algun depredador intenta atacar-les, aquests animals aconsegueixen sobreviure expulsant les seves vísceres perquè el depredador es distregui menjant tals òrgans, els quals després es regeneren. També utilitzen fils mucosos enganxosos que projecten sobre possibles agressors per irritar-los o inhabilitar-los; a més, en alguns casos contenen toxines (holoturina). Com a defensa contra els paràsits els cogombres de mar sintetitzen una proteïna, anomenada lectina, la qual inhibeix el desenvolupament de possibles paràsits.

## Taxonomia
La taxonomia dels holoturoïdeus és encara en fase d'investigació; WoRMS admet les següents subclasses i ordres:
- Subclasse Actinopoda
  - Ordre Dendrochirotida (incl. Dactylochirotida)
  - Ordre Elasipodida
  - Ordre Holothuriida
  - Ordre Molpadida
  - Ordre Persiculida
  - Ordre Synallactida
  - Ordre Aspidochirotida (polifilètic, actualment Holothuriida, Persiculida (en part) i Synallactida)

- Subclasse Paractinopoda
  - Ordre Apodida